# 江衛型フリゲート
江衛型フリゲート（ジャンウェイがたフリゲート、英語: Jiangwei-class frigate）は、中国人民解放軍海軍のフリゲートの艦級に付与されたNATOコードネーム。053型フリゲートの汎用型にあたる053H2G型（江衛I型）と、その小改良型である053H3型（江衛II型）がある。

## 来歴
中国海軍の主力水上戦闘艦は、駆逐艦とフリゲートの二本立てで整備が進められてきた。このうちフリゲートについては、ソビエト連邦の50型警備艦（リガ型）のノックダウン生産による6601型（成都型）を端緒として、その小改正型たる065型（江南型）、そして1970年代以降はこれを発展させた053K型（江東型）・053H型（江滬型）と、順次に整備が進められてきた。
このうち、とくに艦対艦ミサイルを主兵装とする053H型は小改正を受けつつ多数が建造され、派生型である053H1型、053H1G型を含めると30隻近くに上り、中国海軍洋上兵力の中核をなしてきた。しかし一方で、防空艦となる053K型（江東型）の主兵装となるHQ-61B艦対空ミサイルの性能は不十分であり、2隻が建造されるに留まった。
1980年代後半より、西側諸国の技術導入による近代化が着手され、まず江滬型をもとに部分的に西側技術を導入した053H2型（江滬III型）3隻が建造された。続いて、やはり江滬型をもとに艦対空ミサイルとヘリコプターの搭載能力を付したものとして建造されたのが053H2G型（江衛-I型）である。しかし同型で搭載されたHQ-61M艦対空ミサイルの性能は不十分であり、4隻が建造されるに留まった。これを受けて、緊急措置としてHQ-7に換装した053H3型（江衛II型）に移行し、こちらは10隻というまとまった数が建造された。しかしこの時期、中国海軍は外洋進出を志向しており、同型の航洋性能では不足があったことから、2000年代中盤からは、より大型の054型（江凱型）に移行することとなった。

## 設計

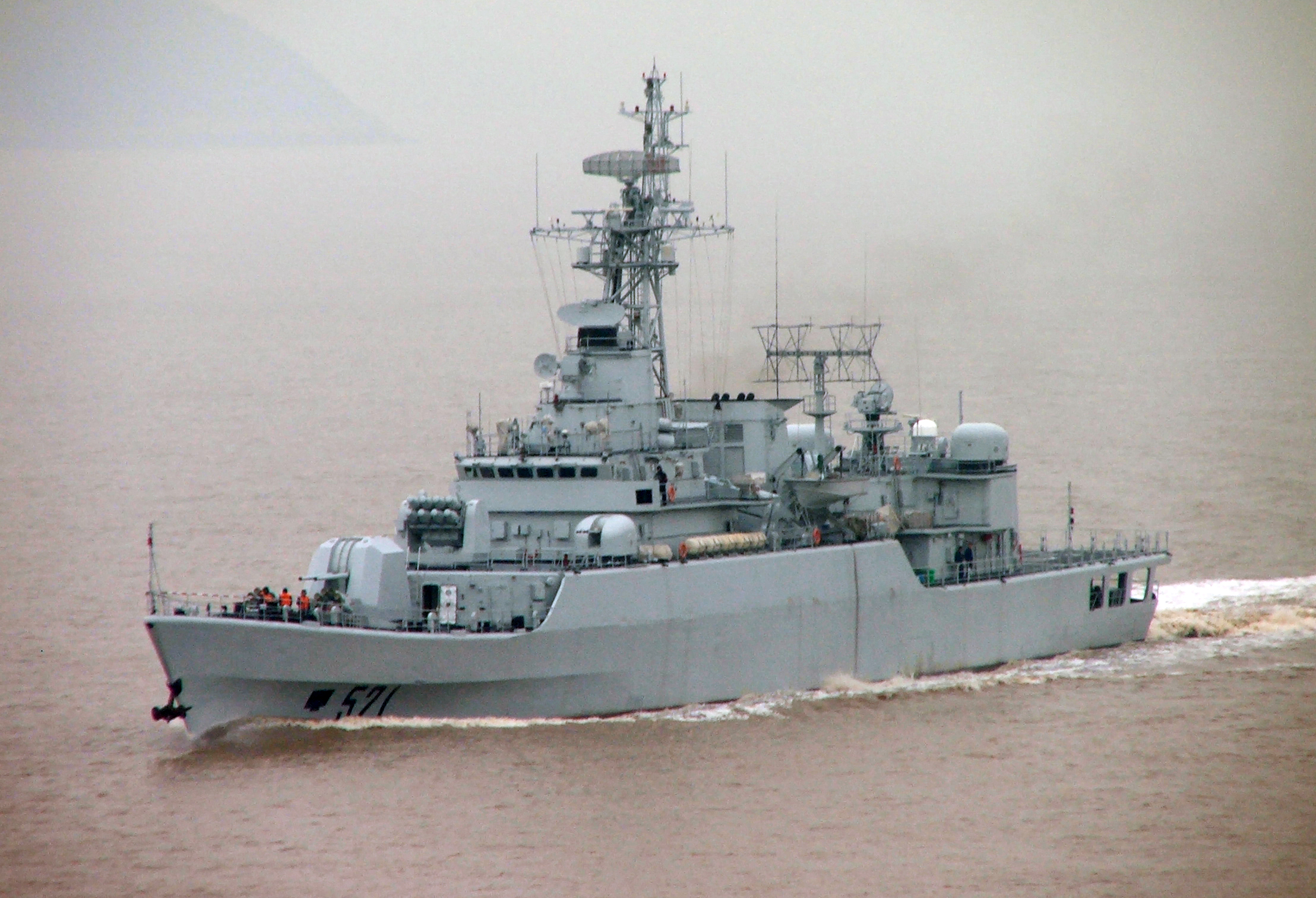
「嘉興」（521）。江衛II型（053H3型）の1隻である。

053H2G型の船体は、江滬型シリーズよりもやや幅広となり、艦における全長÷全幅の値は9.56から9.23になっている。船型としては053H2型（江滬III型）で採用された中央船楼型が踏襲されるとともに、従来は平甲板型であった主船体に1層の全通甲板を架して遮浪甲板型に近いものとなった。また053H2型と同様、加圧式の中央空調設備による強制換気方式が前提となったことから、舷窓が廃止されている。これは、NBC防護としての意味とともに、南シナ海の熱帯気候下での運用に対応した装備でもあった。
主機にディーゼルエンジンを採用しているのは従来のフリゲートと同様であるが、艦型の増大に応じて、065型（江南型）以来のディーゼル直結式のかわりにディーゼルエンジン4基で2軸のスクリュープロペラを駆動するCODAD方式が採用された。機種としては18E390VAが搭載されている。ただしジェーン海軍年鑑では、同機種2基によるディーゼル直結式として扱っている。
電源としては、出力400キロワットの発電機4基と出力120キロワットの発電機1基を搭載し、総出力1,720キロワットを確保した。

## 装備
本型は、基本的に、江滬III型フリゲート（053H2型）に個艦防空ミサイルと艦載機の運用能力を付与した性能となっている。

### C4ISR
戦術情報処理装置としてはZKJ-3を搭載する。これはイギリスのラカル・マリン・レーダー社のCTC-1629戦術情報処理装置の山寨版とされており、中国海軍では053H2型（江滬III型）より装備化されたものであった。また053H3型の一部は、051G型駆逐艦（旅大III型）と同系列のZKJ-4B/6（フランス製TAVITACの山寨版）を搭載しているという説もある。
レーダーとしては、対空捜索用には053H2型と同じく517型を搭載するが、低空警戒用としては053H2型が354型を搭載したのに対して、本型では後継機種の360型を搭載している。
ソナーとしては、中周波数のSJD-7（SO7H）をバウ・ドームに収容して搭載する。なお同機種はタイ王国海軍に輸出されたナレースワン級フリゲートにも搭載されており、フランスのDUBA-25のライセンス生産機といわれている
電子戦装置としては、NRJ-5電波探知妨害装置が搭載されている。これはRWD-8電波探知装置とNJ81-3電波妨害装置によって構成される。またデコイ発射装置としては、6連装のPJ-46を2基備えている。

### 武器システム

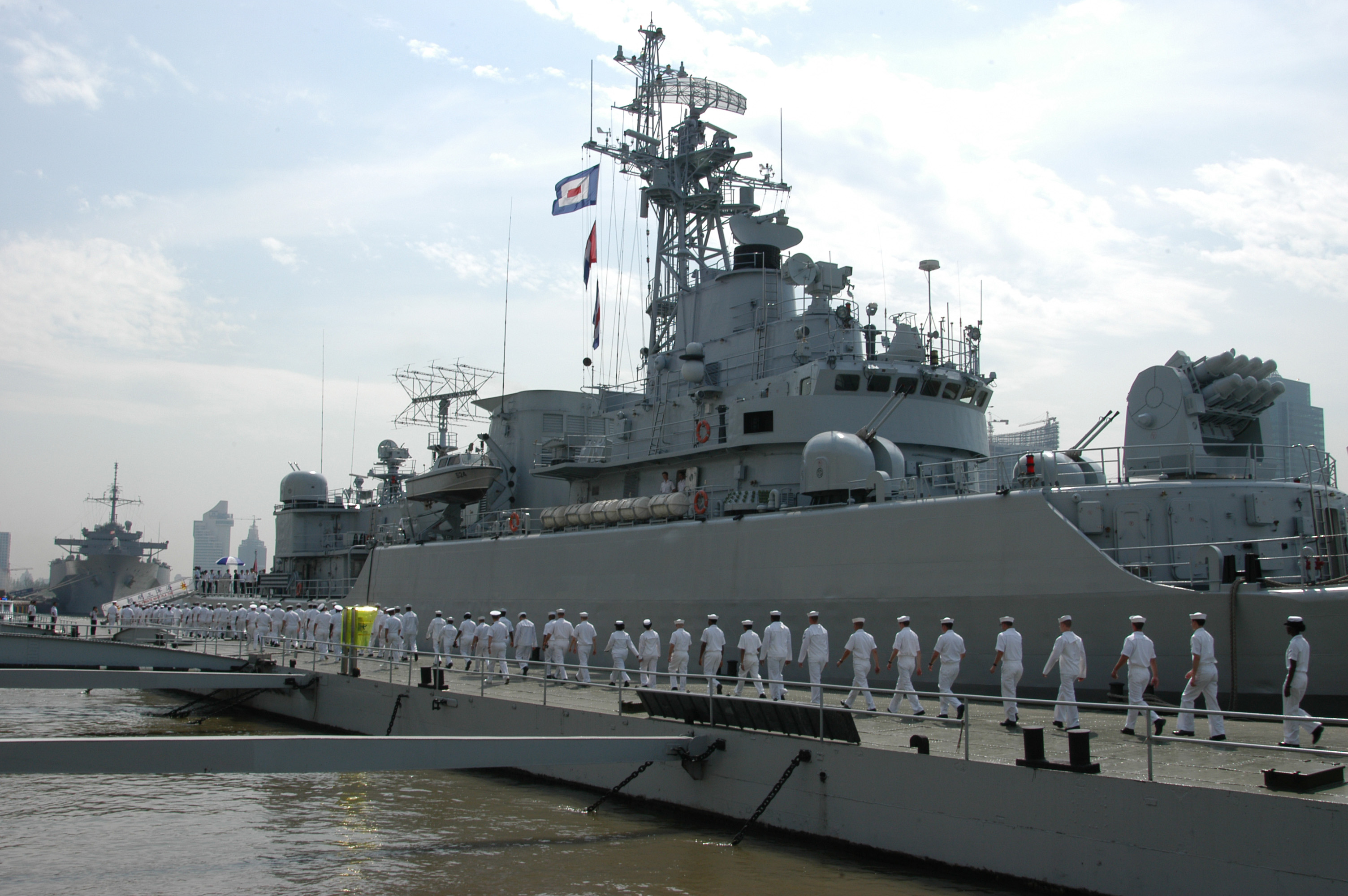
江衛-II型 / 053H3型の上部構造物

個艦防空ミサイルとしては、江衛-I型（053H2G型）ではHQ-61Mが搭載された。これは江東型（053K型）で搭載されたHQ-61Bを元に、新型のキャニスター式6連装発射機を採用するなどの改良を施したものであったが、こちらも性能的には失敗作であったことから、緊急措置としてHQ-7を搭載した江衛-II型（053H3型）に移行した。こちらはフランスのクロタルの山寨版であり、中国海軍では、051G型駆逐艦（旅大III型）より装備化されていた。これに伴い、射撃指揮装置も342型（「フォグ・ランプ」）から345型（カストールIIの山寨版）に換装された。
艦対艦ミサイルは、053H2G型では053H2型と同じくYJ-8が搭載されたが、053H3型では長射程化されたYJ-83に更新されており、053H2G型でも後にこちらに換装した。対潜兵器は比較的短射程の対潜ロケット弾投射機に限定されている。
主砲は79A式56口径100mm連装砲PJ-33A、これを管制する砲射撃指揮装置（GFCS）は343G型と、いずれも053H2型のものを踏襲したが、053H3型の後期建造艦では、GFCSは新型の344型に更新された。これらのGFCSは、SSMへの目標指示にも用いられる。また高角砲は、37mm連装機銃という点では従来のフリゲートと同様だが、本型では全自動の076A式に更新し、341型ないし347G型レーダーによる管制を受けている。
艦載ヘリコプターとして、Z-9CまたはKa-28哨戒ヘリコプター1機を搭載している。航空艤装は、江滬IV型（053H1Q型）の装備をもとにしており、ヘリコプター甲板上にはハープーン・グリッド・システムの着艦拘束装置が設置されている。

## 諸元表
|          | 江衛-I型 / 053H2G型                                         | 江衛-II型 / 053H3型                                      |                           |
| -------- | ----------------------------------------------------------- | -------------------------------------------------------- | ------------------------- |
| 建造期間 | 1990年 - 1993年                                             | 1996年 - 2004年                                          |                           |
| 就役期間 | 1991年 - 現在                                               | 1998年 - 現在                                            |                           |
| 隻数     | 4隻                                                         | 10隻                                                     |                           |
| 排水量   | 基準: 2,180 t                                               | 基準: 2,250 t                                            |                           |
| 排水量   | 満載: 2,250 t                                               | 満載: 2,393 t                                            |                           |
| 全長     | 112 m                                                       | 112 m                                                    |                           |
| 全幅     | 12.1m                                                       | 12.1m                                                    |                           |
| 吃水     | 4.3 m                                                       | 4.3 m                                                    |                           |
| 機関     | CODAD方式 (24,000馬力)                                      | CODAD方式 (24,000馬力)                                   |                           |
| 機関     | 18E390VAディーゼルエンジン×4基                              |                                                          |                           |
| 機関     | スクリュープロペラ×2軸                                      |                                                          |                           |
| 速力     | 最大27ノット 巡航18ノット                                   | 最大27ノット 巡航18ノット                                | 最大27ノット 巡航18ノット |
| 航続距離 | 4,000海里 (18kt巡航時)                                      | 4,000海里 (18kt巡航時)                                   |                           |
| 乗員     | 168人(うち士官30名)                                         | 168人(うち士官30名)                                      |                           |
| 兵装     | 79A式56口径100mm連装砲（PJ-33A）×2基                        | 79A式56口径100mm連装砲（PJ-33A）×2基                     |                           |
| 兵装     | 76A式37mm連装機関砲（ダルドCIWS）×4基                       |                                                          |                           |
| 兵装     | HQ-61M 短SAM 6連装発射機×1基                                | HQ-7 短SAM 8連装発射機×1基                               |                           |
| 兵装     | YJ-8→YJ-83 SSM 3連装発射筒×2基                              | YJ-83 SSM 4連装発射筒×2基                                |                           |
| 兵装     | 87式6連装対潜ロケット弾投射機×2基                           |                                                          |                           |
| 艦載機   | Z-9C 哨戒ヘリコプター×1機                                   | Z-9C 哨戒ヘリコプター×1機                                |                           |
| C4I      | ZKJ-3戦術情報処理装置 ※江衛-II型の後期建造艦ではZKJ-4B/6    | ZKJ-3戦術情報処理装置 ※江衛-II型の後期建造艦ではZKJ-4B/6 |                           |
| レーダー | 517型 長距離対空捜索用×1基                                  | 517型 長距離対空捜索用×1基                               |                           |
| レーダー | 360型 対空・対水上捜索用×1基                                |                                                          |                           |
| レーダー | RM-1290 航海用×2基                                          |                                                          |                           |
| ソナー   | SJD-7 艦首装備式                                            | SJD-7 艦首装備式                                         |                           |
| FCS      | 342型 短SAM用×1基                                           | 345型 短SAM用×1基                                        |                           |
| FCS      | 343G型 SSM/主砲用×1基 ※江衛-II型の後期建造艦では344型に換装 |                                                          |                           |
| FCS      | 341型 CIWS用×1基 ※江衛-II型の後期建造艦では347型に換装      |                                                          |                           |
| 電子戦   | NRJ-5電波探知妨害装置                                       | NRJ-5電波探知妨害装置                                    |                           |
| 電子戦   | PJ-46 6連装デコイ発射機×2基                                 |                                                          |                           |

## 同型艦
建造は滬東造船(現：滬東中華造船)で行われた。
| 中国人民解放軍海軍 | 中国人民解放軍海軍 | 中国人民解放軍海軍   | 中国人民解放軍海軍 | 中国人民解放軍海軍 | 中国人民解放軍海軍 | 中国人民解放軍海軍 | 中国人民解放軍海軍 | 退役/再就役後      | 退役/再就役後 | 退役/再就役後                    | 退役/再就役後  | 退役/再就役後 |
| 艦級               | #                  | 艦名                 | 起工               | 進水               | 就役               | 退役               | 配備先             | 再就役先           | #             | 艦名                             | 就役           | 退役          |
| ------------------ | ------------------ | -------------------- | ------------------ | ------------------ | ------------------ | ------------------ | ------------------ | ------------------ | ------------- | -------------------------------- | -------------- | ------------- |
| 053H2G型 (江衛I型) | 539                | 安慶 (Anqing)        | 1990年 11月        | 1991年 7月         | 1991年 12月        | 2015年             | 東海艦隊           | 中国海警局         | 海警31239     | 海警31239                        |                |               |
| 053H2G型 (江衛I型) | 540                | 淮南 (Huainan)       | 1991年 1月         | 1991年 10月        | 1992年 7月         | 2015年             | 東海艦隊           | 中国海警局         | 海警31240     | 海警31240                        |                |               |
| 053H2G型 (江衛I型) | 541                | 淮北 (Huaibei)       | 1992年 7月         | 1993年 4月         | 1993年 8月         | 2015年             | 東海艦隊           | 中国海警局         | 海警31241     | 海警31241                        |                |               |
| 053H2G型 (江衛I型) | 542                | 銅陵 (Tongling)      | 1992年 12月        | 1993年 9月         | 1994年 4月         | 2018年             | 東海艦隊           | スリランカ海軍     | P 625         | パラクラマバフ (Parakramabahu)   | 2019年 8月22日 |               |
| 053H3型 (江衛II型) | 521                | 嘉興 (Jiaxing)       | 1996年 10月        | 1997年 8月10日     | 1998年 11月        | 2019年             | 東海艦隊           | バングラデシュ海軍 | F16           | ウマー・ファルーク (Umar Farooq) | 2020年 11月5日 |               |
| 053H3型 (江衛II型) | 522                | 連雲港 (Lianyungang) | 1996年 12月        | 1997年 8月8日      | 1999年 2月         | 2019年             | 東海艦隊           | バングラデシュ海軍 | F19           | アブ・ウバイダ (Abu Ubaidah)     | 2020年 11月5日 |               |
| 053H3型 (江衛II型) | 523                | 莆田 (Putian)        | 1997年 6月         | 1998年 8月10日     | 1999年 10月        | 就役中             | 東海艦隊           |                    |               |                                  |                |               |
| 053H3型 (江衛II型) | 524                | 三明 (Sanming)       | 1997年 12月        | 1998年 12月        | 1999年 11月        | 就役中             | 東海艦隊           |                    |               |                                  |                |               |
| 053H3型 (江衛II型) | 564                | 宜昌 (Yichang)       | 1997年 12月        | 1998年 10月        | 1999年 12月        | 就役中             | 南海艦隊           |                    |               |                                  |                |               |
| 053H3型 (江衛II型) | 565                | 葫芦島 (Huludao)     | 1998年 5月         | 1999年 4月         | 2000年 3月         | 就役中             | 南海艦隊           |                    |               |                                  |                |               |
| 053H3型 (江衛II型) | 566                | 懐化 (Huaihua)       | 2000年 5月         | 2001年 1月         | 2002年 3月         | 就役中             | 南海艦隊           |                    |               |                                  |                |               |
| 053H3型 (江衛II型) | 567                | 襄樊 (Xiangfan)      | 2001年 3月         | 2001年 8月         | 2002年 9月         | 就役中             | 南海艦隊           |                    |               |                                  |                |               |
| 053H3型 (江衛II型) | 528                | 綿陽 (Mianyang)      | 2003年             | 2004年 5月30日     | 2005年             | 就役中             | 東海艦隊           |                    |               |                                  |                |               |
| 053H3型 (江衛II型) | 527                | 洛陽 (Luoyang)       | 2003年             | 2004年 10月1日     | 2005年             | 就役中             | 東海艦隊           |                    |               |                                  |                |               |

## 活動状況
2012年10月16日には、中国海軍艦隊7隻が太平洋から東シナ海へ向かって、沖縄県与那国島の南南東約49kmの海上を航行しているのを海上自衛隊のP-3C哨戒機が確認したと防衛省が発表している。中国中央電視台は、山東省青島市に帰港したのは北海艦隊所属の7隻で、旅滬型駆逐艦の「哈爾浜」（112）が艦隊の指揮を執り、江衛型の「綿陽」（528）の他、瀋陽級駆逐艦の「石家荘」（116）・江凱型フリゲートの「塩城」（546）などで構成されていたと報じている。
2013年1月30日10時頃に、東シナ海の公海上で江衛II型の「連雲港」（522）が海上自衛隊の護衛艦「ゆうだち」に向け射撃指揮レーダーを照射したことを、防衛省が発表した。
2016年1月7日付JBPressの記事によると53H2G型（江衛1型）フリゲート「安慶」と「准北」）が、中国海警局の「海警31239」と「海警31241」に転用された。記事によるとそれぞれ100ミリ連装砲や対艦ミサイル発射装置などは除去されたものの、37ミリ連装機関砲4基の砲塔はそのまま維持されている（ただし、対空砲としての役割を担っていた37ミリ連装機関砲のままかどうかは不明）。また「海警31239」は尖閣諸島の接続水域を2015年12月22日から25日まで他の中国海警局3船との航行後、26日に尖閣諸島の領海に侵入したとされる。

## 登場作品

### 漫画
『空母いぶき』
「洛陽」が登場。多良間島沖にて海上自衛隊のこんごう型護衛艦「ちょうかい」と交戦し、127mm単装速射砲の精密砲撃により兵装を破壊される。

### ゲーム
『Modern Warships』
プレイヤーが操作できる艦艇として「江衛」が登場。